# Pontón de la Oliva
O Pontón de la Oliva é uma barragem espanhola, hoje em desuso, situada na serra de Ayllón, ao nordeste da Comunidade de Madrid e ao noroeste da província de Guadalajara. Construiu-se em 1857. É a sexta e última barragem no curso do rio Lozoya, e a mais antiga de todo o sistema de barragens e canalizações do Canal de Isabel II, rede que fornece a água potável a Madrid e a boa parte da comunidade. A seguinte presa em antiguidade é a de Navalejos, localizada seis quilómetros águas acima.

## História

### Antecedentes

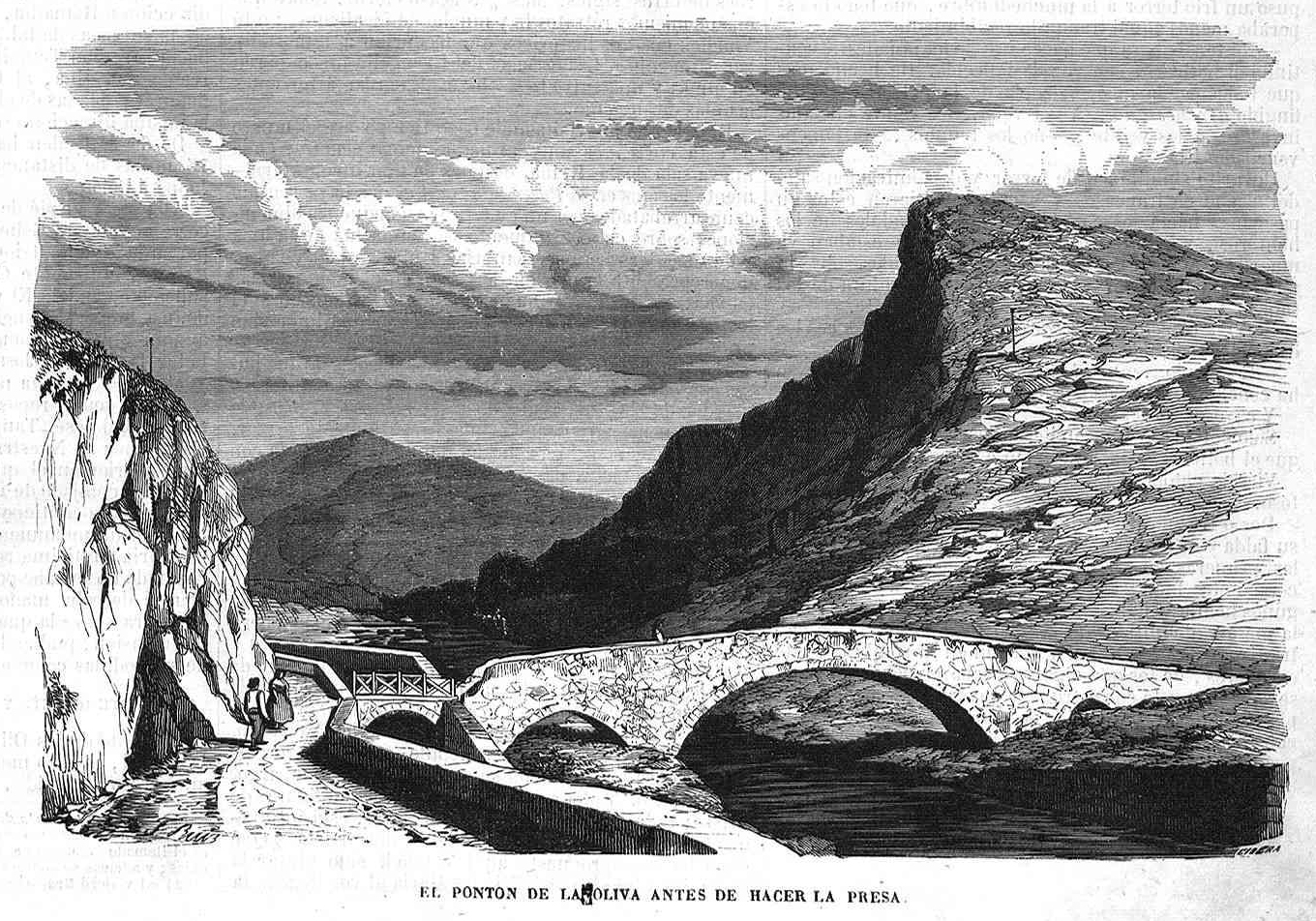
Aspeto do Pontón de la Oliva dantes da construção da barragem, no Museu Universal.

Em 1848, reinando em Espanha Isabel II, Madrid tinha 206 000 habitantes, número que crescia rapidamente dada sua condição de capital do Reino. Salvo uma minoria de privilegiados que dispunham de água em suas residências, o resto dos madrilenos se abasteciam da que brotava de 54 fontes e distribuíam 920 aguadeiros. Esta água provinha das viagens de água, que eram um conjunto de qanats ou canais de água subterrânea construídos na Idade Média (aparecem mencionados no fuero de 1202) e ampliados sucessivamente até o século XIX.
Desde mediados do século XVIII baralhavam-se média dúzia de projetos para levar a Madrid a água dos rios serranos mais imediatos. A 10 de março de 1848 o ministro de Comércio, Instrução e Obras Públicas, Juan Bravo Murillo, decidiu enfrentar o problema. Depois de alguns estudos preliminares assinou uma Real Ordem pela que se nomeava uma comissão para  analisar os projetos existentes.
Em dezembro do mesmo ano os engenheiros Juan Rafo e Juan de Ribera apresentaram a "Memória raciocinada sobre as obras necessárias para o abastecimento de água a Madrid". Nela sentaram as bases de um projeto de abastecimento que incluía um orçamento e meios de financiamento. Elegeram o rio Lozoya como fonte de fornecimento pela qualidade e pureza de sua água.
Rafo e Ribera desenharam um sistema de abastecimento "ao romano", com um canal de 77 km de comprimento de águas rodadas. A parte principal do projeto era a construção de uma barragem no curso baixo do Lozoya. O lugar eleito foi uma garganta natural chamada o "cerro da Oliva", umas centenas de metros águas acima do encontro do rio Lozoya com o rio Jarama.

### Construção

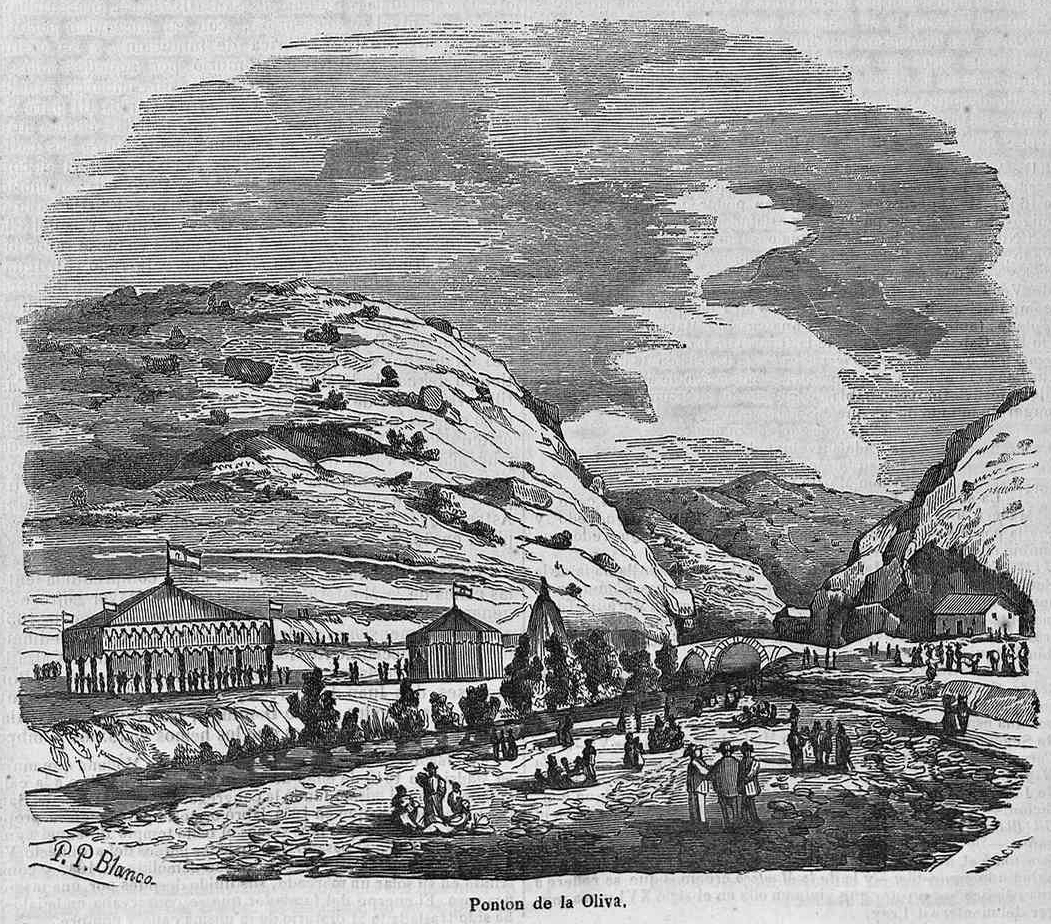
A Ilustração (agosto de 1851)

A 11 de agosto de 1851 pôs-se a primeira pedra da barragem num acto que contou com a assistência do rei consorte Francisco de Asís de Borbón. Na obra trabalharam 1500 presos das guerras carlistas, 200 operários livres e 400 bestas, em duríssimas condições. No acampamento situado a pé de obra apareceu uma epidemia de cólera.
As obras do projeto não se circunscreviam à barragem sobre o Lozoya, e os engenheiros utilizaram um sistema de comunicação entre obras baseado em pombas mensageiras ao que chamaram "telegrafia alada".

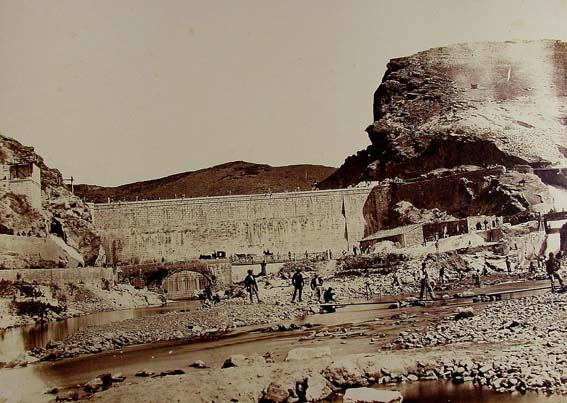
Fotografia de Clifford (c. 1855)

As obras terminaram em 1856. A inauguração celebrou-se dois anos mais tarde, a 24 de junho de 1858, na carreira de San Bernardo de Madrid, num ato ao que assistiram a rainha Isabel II de Espanha e todo o Conselho de Ministros.

### Funcionamento e declive
A vida da barragem foi curta. Os engenheiros tinham eleito mau o lugar onde erigiram a barragem e cedo apareceram filtragens que arruinaram sua capacidade de embalse. Devido às filtragens, em verão o nível do embalse descia por abaixo do nível do canal de saída. Em 1860 construiu-se urgentemente a pequena barragem de Navarejos para poder tomar o água do rio. Poucos anos depois a barragem do Pontón de la Oliva caiu em desuso e foi substituída pela do embalse do Villar, localizada 22 km águas acima e inaugurada em 1882.
Durante as obras do canal do Jarama (1956-1960) escavou-se uma galeria através do muro da barragem para dar passo aos encanamentos do sifão deste canal, que se construiu para salvar este vale. O trabalho foi cuidadoso e não se apreciam impressões desta intervenção.
Apesar de que já não realiza a função para a que foi erigida, a barragem do Pontón de la Oliva segue em pé e faz parte do património histórico da serra de Ayllón. Atualmente a parede montanhosa situada à esquerda da barragem é utilizada por aficionados à escalada.

## Detalhes técnicos

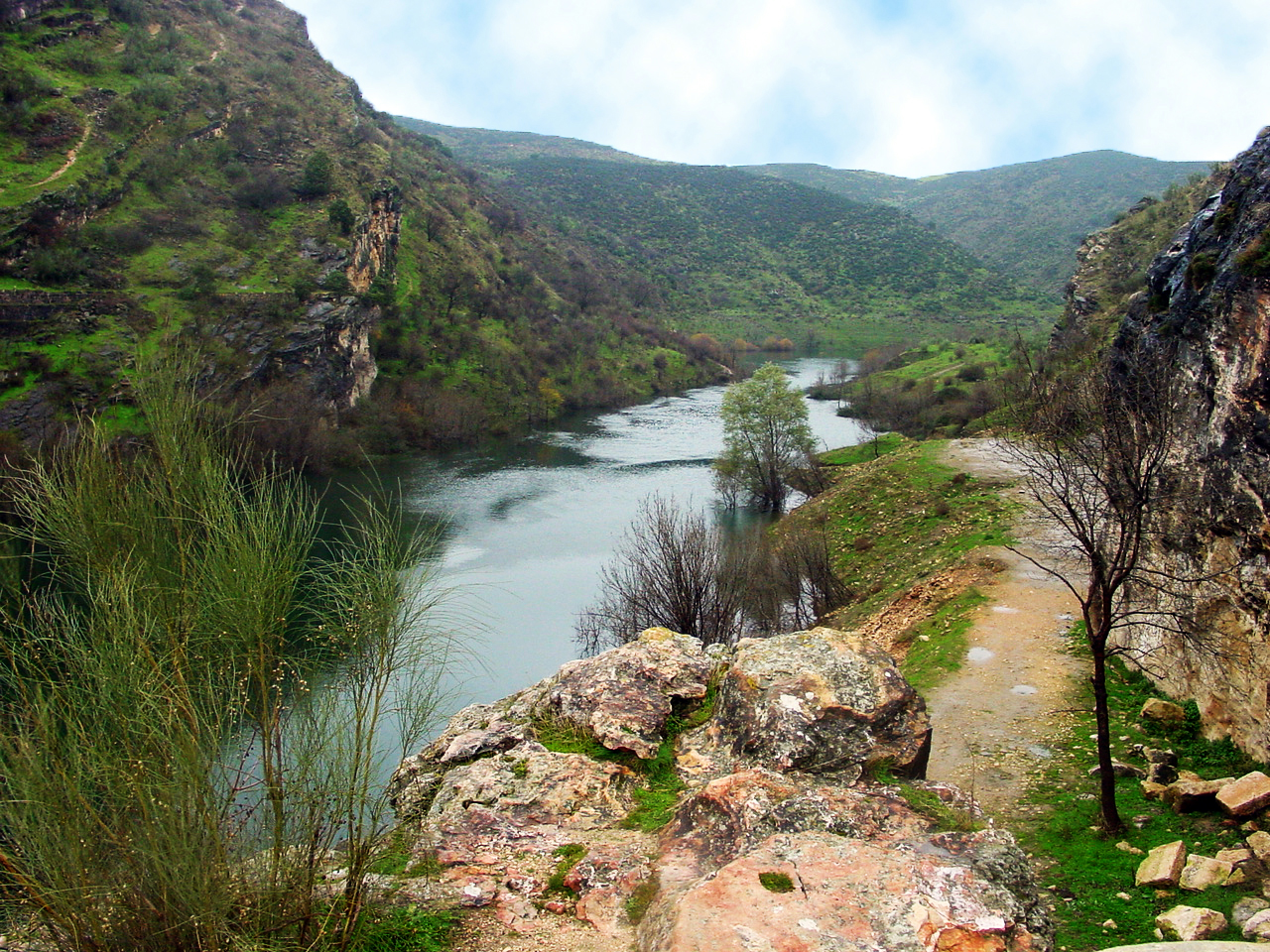
Curso baixo do rio Lozoya.

É uma barragem de gravidade, construída com silharia de grandes blocos de pedra unidos mediante morteiro de cal, na que o empurre do água embalsada é suportado pelo peso da obra. Tem uma altura de 27 metros e secção trapezoidal, com uma largura de 39 metros na base e de 6,72 metros na coroação, a qual mede 72,44 metros de comprimento. A face interna do muro (a que olha águas acima do Lozoya) aparece escalonada desde a base até a cume. Esta barragem foi um antecedente europeu na construção de barragens durante o século XIX. Apesar disso os problemas de permeabilidade na fundação fizeram que só funcionasse durante três décadas.